# 클리오

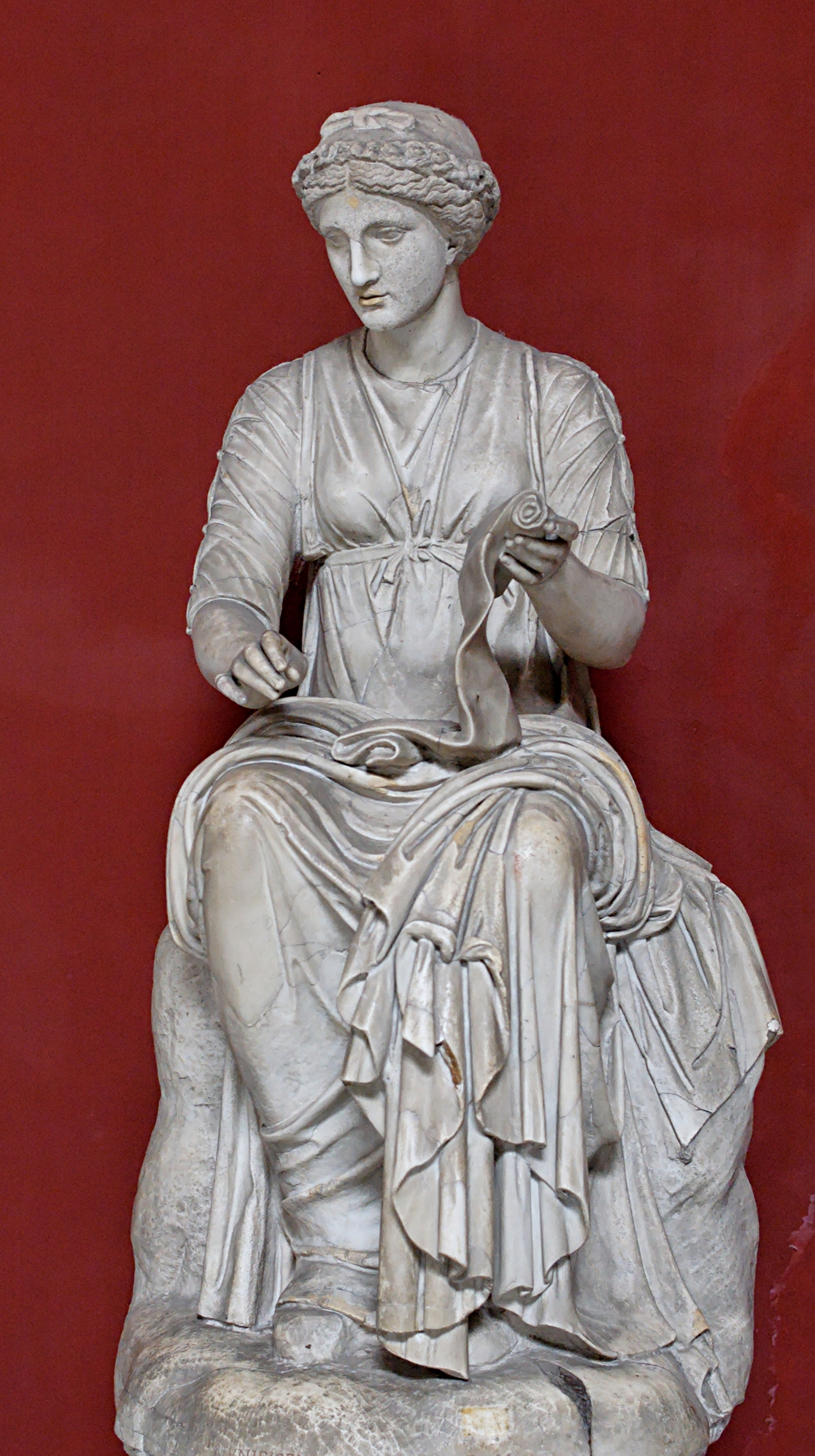
클리오, 역사의 무사

클리오(Clio)는 그리스 신화에 나오는 무사의 하나로 역사를 맡고 있는 여신이다. 클리오라는 이름의 뜻은 "명성" 혹은 "서술자"이다. 다른 무사들과 마찬가지로 제우스와 므네모시네의 딸이다. 마케도니아의 왕 피에로스와의 사이에서 아폴론의 사랑을 받았던 미소년 히아킨토스를 낳았다. 결혼의 신 휘멘을 낳았다고도 한다. 양피지 두루마리 또는 명판, 긴 나팔을 들고 있는 모습으로 묘사되며, 찬양하는 자로도 알려져 있다.

## 대중문화
- 마리 테스타의 브로드웨이 뮤지컬 《제너두》에서 클리오(키라)가 묘사된다.

## 같이 보기
- 비블리오테케
- 파우사니아스 (지리학자)